# Cody Christian
Cody Allen Christian (Portland, 15 aprile 1995) è un attore statunitense.
È noto principalmente per i ruoli di Mike Montgomery e di Theo Raeken rispettivamente nelle serie televisive Pretty Little Liars e Teen Wolf. Ha doppiato Cloud Strife nel videogioco Final Fantasy VII: Remake.

## Biografia
Nato nel Maine e cresciuto per un periodo nell'Indiana dalla madre, nativa americana della nazione Penobscot, e con un fratello, Josh, si avvicina presto alla recitazione, comparendo in piccoli ruoli televisivi che includono Back to You, True Blood e Grey's Anatomy. Ha inoltre origini cherokee da parte della madre, e caucasiche da parte del padre. Segna il suo debutto cinematografico nel 2009, recitando nel film Il mondo dei replicanti. È apparso due anni dopo nel film Bulletproof Man. Nel 2013 Cody è stato uno dei protagonisti del film Angry Games - La ragazza con l'uccello di fuoco, una parodia del film Hunger Games, nel ruolo di Peter Mellarky e ha fatto parte del cast di un anonimo film americano, Submerged.
La visibilità la ottiene con il ruolo di Mike Montgomery nella serie televisiva di Freeform Pretty Little Liars, in onda dal 2010 al 2017, interpretando il fratello minore di Aria Montgomery. Nel 2015 è entrato a far parte del cast della quinta stagione della serie televisiva di MTV Teen Wolf nel ruolo di Theo Raeken. Nel 2017 prende parte al cast del film statunitense Assassination Nation, le cui riprese iniziano in marzo in Louisiana; appare tra i protagonisti affiancato dalla collega Bella Thorne. Dal 2018 interpreta Asher Adams nella serie televisiva The CW, All American. Nel 2020 ha prestato la sua voce all'iconico personaggio Cloud Strife nel videogioco Final Fantasy VII: Remake..

## Filmografia

### Cinema
- Il mondo dei replicanti (Surrogates), regia di Jonathan Mostow (2009)
- Bulletproof Man (Kill the Irishman), regia di Jonathan Hensleigh (2011)
- Angry Games - La ragazza con l'uccello di fuoco (The Starving Games), regia di Jason Friedberg e Aaron Seltzer (2013)
- Submerged, regia di Steven C. Miller (2016)
- Assassination Nation, regia di Sam Levinson (2018)
- Notorious Nick, regia di Aaron Leong (2018)

### Televisione
- State of Mind – serie TV, 1 episodio (2007)
- Back to You – serie TV, episodio 1x06 (2007)
- True Blood – serie TV, episodio 1x05 (2008)
- Grey's Anatomy – serie TV, episodio 6x13 (2010)
- Pretty Little Liars – serie TV, 29 episodi (2010-2017)
- Lab Rats – serie TV, episodio 1x01 (2012)
- Body of Proof – serie TV, episodio 2x16 (2012)
- Beautiful People, regia di Stephen Hopkins – film TV (2012)
- Austin & Ally – serie TV, episodio 2x09 (2013)
- Super Ninja – serie TV, episodi 2x02-2x09 (2013)
- See Dad Run – serie TV, episodio 2x15 (2014)
- Teen Wolf – serie TV, 30 episodi (2015-2017)
- All American – serie TV (2018-2024)

### Videogiochi
- Final Fantasy VII: Remake – Cloud Strife (2020)
- Crisis Core: Final Fantasy VII Reunion – Cloud Strife (2022)
- Final Fantasy VII: Rebirth - Cloud Strife

## Doppiatori italiani
Nelle versioni in italiano dei suoi film, Cody Christian è stato doppiato da:
- Gabriele Patriarca in Pretty Little Liars, Teen Wolf
- Davide Perino in Angry Games - La ragazza con l'uccello di fuoco
- Flavio Aquilone in Austin & Ally
- Stefano Sperduti in All American